# 조지 캐틀린
조지 캐틀린(George Catlin, 1796년 7월 26일 ~ 1872년 12월 13일)은 미국의 화가이자, 작가이면서 여행가이다. 주로 서부 개척 시대 당시에 미국의 아메리카 원주민을 대상으로 초상화를 그리는 것을 전문으로 하였다. 1830년대, 미국 서부를 5번 동안 여행하면서, 인디언의 고유 영토에서 평원인디언을 그린 첫 번째 백인이 되었다.